# Вальково (Псковская область)
Вальково — деревня в Опочецком районе Псковской области. Входит в состав Болгатовской волости
Расположена в 23 км к востоку от города Опочка и в 5 км к югу от деревни Болгатово.
Численность населения по оценке на конец 2000 года составляла 12 человек, на 2011 год — 7 человек.
До 2005 года деревня входила в состав ныне упразднённой Любимовской волости с центром в д.Лаптево.